# گوستا پترسون
گوستا آرتور رولاند پترسون (زاده ۲۳ نوامبر ۱۹۴۰) رکابزن حرفه‌ای سابق سوئدی است که در رشته دوچرخه‌سواری جاده فعالیت می‌کرد. او توانست در سال ۱۹۷۱ برنده جیرو دیتالیا شود. همچنین سه بار در سال‌های ۱۹۶۷ تا ۱۹۶۹ قهرمان تایم تریل تیمی جهان شد. افزون بر این، سه مدال نقره و برنز در بازی‌های المپیک کسب کرد.